# Bigugo (vattendrag i Burundi, lat -3,65, long 29,68)
Bigugo är ett vattendrag i Burundi. Det ligger i den centrala delen av landet, 50 kilometer sydost om huvudstaden Bujumbura.
Omgivningarna runt Bigugo är en mosaik av jordbruksmark och naturlig växtlighet. Runt Bigugo är det ganska tätbefolkat, med 166 invånare per kvadratkilometer.